# Carlo Rosselli
Carlo Rosselli (Roma, 16 de noviembre de 1899, Bagnoles-de-l'Orne, 9 de junio de 1937) fue un político, abogado, historiador, escritor y periodista italiano, teórico del socialismo liberal no marxista.
Activista antifascista, primero en Italia y luego en Francia y España, fue asesinado junto a su hermano Nello por el Comité secret d'action révolutionnaire (conocido popularmente como "La Cagoule"), organización violenta francesa de extrema derecha anticomunista y de inspiración fascista, presuntamente bajo orden de Mussolini.
Fue el padre de la escritora y poeta Amelia Rosselli. En la novela El conformista de Alberto Moravia, así como en la homónima película de Bernardo Bertolucci, el personaje del antifascista Luca Quadri está inspirado en la figura de Carlo Rosselli.

## Juventud y la Italia fascista
Proveniente de una familia muy políticamente activa defensora de los ideales republicanos y partícipe en la Unificación de Italia, a los cuatro años se estableció junto a sus hermanos y su madre, tras el divorcio de sus padres, en la ciudad de Florencia.
Tras empezar la Primera Guerra Mundial, en 1915, Carlo, aún estudiante empezó a colaborar en los folletos de propaganda fundados por su hermano Nello Noi giovani ("Nosotros, los jóvenes"). En junio fue llamado a filas; la guerra finalizó sin haber tenido que entrar en combate, aun así obtuvo el grado de teniente en febrero de 1920. El contacto con los jóvenes soldados pertenecientes a las clases más populares fue muy importante para Rosselli y otros estudiantes como él.
Se graduó en el Instituto Técnico de Florencia y prosiguió sus estudios en Ciencias Sociales, donde se graduó con honores en julio de 1921 con una tesis sobre el sindicalismo. En la facultad, a través de su hermano, conoció a Gaetano Salvemini, profesor de la Universidad de Florencia, que se convirtió en un punto de referencia constante para los dos hermanos. Le hizo reconsiderar varios de sus ideales políticos y establecerse sobre una idea fundamental: la búsqueda de un socialismo que "siguiera" su doctrina liberal sin separarse de ella.

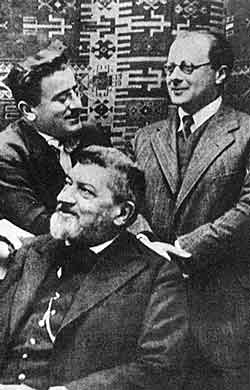
Rosselli con Turati.

Apoya al Partido Socialista Italiano, simpatizando con la corriente reformista de Filippo Turati, Giacomo Matteotti y Claudio Treves y escribe en el periódico Critica sociale. 
A finales de 1922, dos acontecimientos marcan un cambio de giro; en octubre de 1922 los reformistas son expulsados del Partido Socialista y en diciembre Mussolini llega al poder. Carlo, residente en el momento en Turín, conoce a Giacomo Matteotti, secretario del recién fundado Partido Socialista Unitario y empieza a trabajar en la revista de claro corte antifascista La Rivoluzione liberale.
En 1923, en Florencia, el grupo de los liberales socialistas reunidos alrededor de Salvemini entre los que se encuentra Rosselli fundan el Circolo di Cultura. En el mismo año se licencia en Derecho por la universidad de Siena con una tesis sobre la introducción o primeras líneas de la teoría económica de los sindicatos y viaja a Londres donde permanece varias semanas conociendo de primera mano el laborismo inglés. 
Regresa a Italia y gracias a Salvemini empieza a trabajar como asistente en la Facultad de Ciencias Económicas en la Universidad de Milán y continua su colaboración en la Crítica social donde publica un artículo pidiendo al Partido Socialista romper con el marxismo, que considera como una expresión de "dogmatismo ciego y tortuoso", en contraposición de lo que denomina "sano empirismo inglés". En 1924 empieza a colaborar también con la revista Libertà de la Federación de jóvenes del PSU, escribiendo artículos sobre el movimiento obrero británico.
Matteotti es asesinado y Rosselli se posiciona a favor de acciones más enérgicas contra el fascismo que las simples protestas de los diputados italianos; en colaboración con Ernesto Rossi y Gaetano Salvemini, crea la revista clandestina Non mollare ("No ceder").
La violencia fascista en Italia contra los antifascistas se multiplica. Los participantes en Non Mollare son denunciados por "insultos al gobierno". Rossi se expatria en Francia, seguido por Salvemini; en febrero de 1926, en París, Piero Gobetti muere a consecuencia de una violenta paliza recibida a manos de los fascistas. Mientras, Rosselli crea con Pietro Nenni la revista Quarto Stato, clausurada un mes después de su aparición.
En el mismo año 1926, Rosselli organiza junto con Sandro Pertini y Ferruccio Parri el exilio de Turati a Francia. Parri y Rosselli son arrestados, mientras Pertini logra seguir a Turati y Carlo es condenado a cinco años de prisión y encarcelado en la cárcel de Carrara, posteriormente trasladado a la de Como antes de ser enviado a la isla de Lipari en 1927. Es cuando empieza a escribir "Socialismo liberal".

## Exilio en Francia
En julio de 1929, se evade de la isla por Túnez, llegando a Francia donde se reúne con Emilio Lussu y Francesco Fausto Nitti, quien narra la fuga en el libro "Nuestras prisiones y nuestra evasión" (Le nostre prigioni e la nostra evasione), publicado en inglés en el mismo año bajo el título Escape, y no publicado en italiano hasta el año 1946.

### Giustizia e Libertà
En 1929, en París, junto a Lussu, Nitti y un grupo de refugiados políticos organizado por Salvemini, Carlo Rosselli participa en la fundación del movimiento antifascista Giustizia e Libertà que publica semanarios y participa en diversas acciones.
Giustizia e Libertà se adhiere a la Concentración antifascista, la unión de todas las fuerzas antifascistas no comunistas (liberales, demócratacristianos, republicanos, socialistas, sindicalistas) que desean promover y organizar en el extranjero toda acción de lucha contra el fascismo en Italia. Tras la llegada del nazismo a Alemania en 1933, Giustizia e Libertà promueve la necesidad de una revolución preventiva para anular los regímenes fascistas y nazis antes que desemboquen en guerras.

## Guerra civil española
En 1936, estalla la guerra civil española y Rosselli se incorpora inmediatamente a las fuerzas republicanas, criticando la apatía e inmovilidad de Francia e Inglaterra mientras que regímenes fascistas y nazis europeos ayudan con hombres y material a los insurrectos. En agosto del mismo año participa en su primera batalla en España, en el frente de Aragón, creando la sección italiana de la columna Ascaso, a la cual se incorporan numerosos miembros del Arditi del Popolo. Posteriormente trata de crear un verdadero batallón llamado Matteotti. En noviembre, habla en Radio Barcelona, exhortando a los italianos a la lucha antifascista con el lema: "Hoy en España, mañana en Italia".
Por razones de salud (fue herido en el frente de Huesca) vuelve a París donde publica artículos en los cuales propone una unidad de acción de todos los antifascistas, incluso los comunistas como está pasando en España, aunque mantenga el juicio crítico sobre la ideología y sobre el partido comunista.

## Asesinato
A principios de junio de 1937, se traslada a Bagnoles-de-l'Orne junto a su hermano Nello para realizarse tratamientos termales. El 9 de junio, ambos hermanos son asesinados en esta población francesa a manos de los cagoulards por orden supuestamente de Mussolini. El doble homicidio fue organizado por François Méténier, guardia personal del mariscal Pétain y uno de los principales dirigentes de los grupos móviles de la Organisation secrète d'action révolutionnaire nationale. 
Según el proceso recogido en París en octubre de 1948, fueron asesinados por un comando de nueve militantes: Juan Filliol, Robert Puireux, François Baillet, Alice Lamy, Jacques Fauran, Aristide Corre, Louis Huguet, Fernand Jakubiezy y Jean-Marie Bouvyer.

## Obra:Socialismo liberal
En 1930, publica en francés Socialismo liberal, escrito durante su exilio en Lipari mientras permanecía en prisión. Esta obra constituye una crítica al marxismo y a los partidos políticos de la izquierda italiana de la época de Rosselli; en lugar de la herencia de Karl Marx, se posiciona a favor de la de Giuseppe Mazzini con presencia influyente del laborismo inglés. Rosselli está convencido de que el conjunto de reglas de la democracia liberal son esenciales no sólo para reunir al socialismo sino también para su realización: la idea rosselliense es "el liberalismo como el método, el socialismo como fin".
Es una síntesis del revisionismo socialista democrático y del libertario con un ataque también al estalinismo de la Tercera Internacional y a la fórmula de "social-fascismo" que ponía en común socialdemocracia, liberalismo, burguesía y fascismo. No es de extrañar que Palmiro Togliatti, uno de los más importantes estalinistas, defina la obra como un "libelo antisocialista" y a Rosselli como "un ideólogo reaccionario sin ataduras con la clase obrera".
La idea de revolución de la doctrina marxista fundada sobre la dictadura del proletariado (que en realidad se traduce en Unión de repúblicas socialistas soviéticas en una dictadura del poder en un solo partido) es rechazada a favor de una revolución como sistema coherente de reformas estructurales orientadas hacia la construcción de un socialismo que exalta la libertad individual y asociativa. 
Rosselli se hace a la cabeza del socialismo liberal: el fin es el socialismo, el método el liberalismo, un método que garantiza la democracia y la autogestión de los ciudadanos. El liberalismo debe aportar una función democrática, el "método liberal" consta de reglas complejas que todos los partidos deben de respetar, reglas destinadas a asegurar la vida en común y pacífica de los ciudadanos, clases y estados. La violencia puede justificarse como respuesta a otras violencias, tal como su lucha contra el franquismo en España. 
Rosselli confía en que la futura clase será la clase proletaria, la burguesía deberá servir de guía para el proletariado; el fin es la libertad para todas las clases. Durante los últimos años de su vida, radicaliza sus posiciones libertarias tras su experiencia en la guerra civil española, concretamente la de la defensa de la organización social de Barcelona realizada por los anarquistas.